# كوكب WASP-96b
WASP-96b هو كوكب غازي عملاق خارج المجموعة الشمسية . كتلته تعادل 0.48 مرة كتلة المشتري . ويبعد مسافة 0.0453 وحدة فلكية عن النجم WASP-96 من الفئة G ، والذي يدور حوله كل 3.4 يوم. يقع على بعد حوالي 1140 سنة ضوئية من الأرض، في كوكبة العنقاء . تم اكتشافه في عام 2013 بواسطة مشروع البحث بزاوية واسعة عن الكواكب (WASP).
يدور كوكب WASP-96b حول نجمه الذي يشبه الشمس WASP-96 كل 3.4 يوم أرضي على مسافة تبلغ 1/9 المسافة بين عطارد والشمس .
تم العثور على هذا الكوكب الساخن خارج مجموعتنا الشمسية بواسطة طريقة العبور وتوصل إلى هذا الباحث "كويل هالر "وزملاؤه . وكان الاكتشاف في عام 2013 كجزء من مسح WASP-South.

## الجو على الكوكب
كان طيف الكوكب WASP-96b أحد الصور المميزة في الإصدار العلمي الأولي من تلسكوب جيمس ويب الفضائي في يوليو 2022.  وقد أكد الطيف وجود الماء عليه، كما قدم أدلة على وجود "سحب وضباب" داخل الغلاف الجوي للكوكب. قبل هذا الاكتشاف، كان يُعتقد أن الكوكب WASP-96b خالٍ من السحب .  
بينما كان منحنى الضوء المنبعث يؤكد خصائص الكوكب التي تم تحديدها بالفعل من مشاهدات أخرى - وجود الكوكب وحجمه ومداره - كشف طيف الإرسال عن تفاصيل خفية سابقًا عن الغلاف الجوي: الإشارة الواضحة لوجود المياه، ومؤشرات وجود الضباب، ودليل على وجود السحب التي تم الاشتباه بها بناءً على الملاحظات السابقة. 
دراسة أجريت في عام 2023 توصلت إلى وجود وفرة بعض العناصر الكيميائية في الغلاف الجوي للكوكب WASP-96b كما هو موضح في الجدول أدناه. إن نماذج الغلاف الجوي التي تحتوي على سحب متقطعة وبعض من الضباب هي أفضل وصف للمشاهدات التي تم رصدها من خلال تلسكوب جيمس ويب الفضائي .
| الأنواع الكيميائية | log(VMR)          | تركيز               |
| ------------------ | ----------------- | ------------------- |
| بخار الماء         | -3.59 +0.35 −0.35 | 257 جزء في المليون  |
| أول أكسيد الكربون  | -3.25 +0.91 −5.06 | 562 جزء في المليون  |
| ثاني أكسيد الكربون | -4.38 +0.47 −0.57 | 41.7 جزء في المليون |
| الصوديوم           | -6.85 +2.48 −3.10 | 141 جزء في المليار  |
| البوتاسيوم         | -8.04 +1.22 −1.71 | 9.12 جزء في المليار |